# José Meléndez
José Meléndez (18?? - 19??) fue un militar mexicano con idealismo villista que participó en la Revolución mexicana.

## Trayectoria
En 1910 se incorporó al movimiento maderista en las fuerzas de Francisco Villa, en Chihuahua.
Participó en los combates de Santa Fe y San Andrés, donde destacó al aniquilar a la tripulación del tren militar, paralizando de esta manera el convoy, y derrotando a las fuerzas del coronel federal Pablo M. Yépez.
En 1913 ingresó a la escolta de "Dorados" del general Francisco Villa.
En 1915, después de la expedición a Sonora, se internó herido a los Estados Unidos. 